# Childia gracilis
Childia gracilis är en plattmaskart som först beskrevs av Westblad 1945.  Childia gracilis ingår i släktet Childia och familjen Childiidae. Inga underarter finns listade i Catalogue of Life.